# Willeke van Benthem
Willeke van Benthem (Blokzijl, 17 november 1983) is een Nederlands oud-langebaanschaatsster. Na het seizoen 2006/2007 zette van Benthem een punt achter haar schaatscarrière om zich op haar nieuwe studie te richten.

## Biografie
Tijdens de winter van '97, toen ze 13 jaar oud was, is ze als het ware besmet met het schaatsen. Ze heeft zich aangemeld bij Schaats Trainings Club Rutten. Na anderhalf jaar werd ze gevraagd om met de baanselectie mee te trainen op zaterdags. En nog geen jaar later werd ze gevraagd om met de volledige baanselectie mee te trainen, dus ook op donderdag en vrijdag.
Al dat harde trainen kwam natuurlijk met als resultaat dat ze een half jaar later, als B2, gevraagd werd voor de Friese Selectie. Het jaar daarop schaatste ze nog steeds bij de Friese Selectie maar ze stroomde intussen al wel door naar de 'groten' omdat ze A-junior werd.
Het jaar ging zo goed dat ze door Jan de Kok gevraagd werd om met hem en zijn Jong Oranje-ploeg mee wilde trainen. Vervolgens stroomde ze weer door naar de KNSB Opleidingsploeg onder leiding van Jan van Veen, waar ze 3 jaar geschaatst heeft. Daarna schaatste ze als 4e jaars NEO weer bij de Friese Selectie in combinatie met de KNSB Regiotop onder leiding van Aart van der Wulp. Daar won ze in november 2003 de Kraantje Lek Trofee.

## Persoonlijke records
| Afstand    | Tijd    | Datum            | Baan       |
| ---------- | ------- | ---------------- | ---------- |
| 500 meter  | 39,78   | 29 december 2005 | Heerenveen |
| 1000 meter | 1.18,49 | 30 december 2005 | Heerenveen |
| 1500 meter | 2.01,22 | 12 augustus 2005 | Calgary    |
| 3000 meter | 4.18,73 | 14 augustus 2005 | Calgary    |

## Resultaten
| jaar | NK Afstanden                 | NK Sprint | NK Junioren | NK Sprint Jr | NK Supersprint | WK Junioren |
| ---- | ---------------------------- | --------- | ----------- | ------------ | -------------- | ----------- |
| 2000 |                              |           | 22e (B)     |              |                |             |
| 2001 |                              |           | 5e (B)      | 4e (B)       |                |             |
| 2002 | 14e 500m                     |           | 12e (A)     | 4e (A)       |                |             |
| 2003 | 9e 500m 16e 1000m            |           | 3e (A)      |              |                | 23e         |
| 2004 | 7e 500m 10e 1000m 6e 1500m   | 9e        | 1e (neo)    |              | 1e             |             |
| 2005 | 6e 500m 9e 1000m             | 9e        |             |              |                |             |
| 2006 | 7e 500m 10e 1000m 16e 1500m  | 10e       |             |              | 5e             |             |
| 2007 | val 500m 12e 1000m 13e 1500m | 8e        |             |              | 7e             |             |